# Рециркуляція
Рециркуляція (англ. recirculation) — багаторазове повне або часткове повернення потоку газів, рідких або твердих речовин в технологічний процес з метою регулювання температури, концентрації компонентів у сумішах, збільшення виходу цільової речовини.

## Вентиляція з рециркуляцією повітря
Вентиляція з рециркуляцією повітря являє собою систему, де частина повітря, що забирається з приміщення, змішується з холодним зовнішнім повітрям, нагрівається до необхідної температури і потім подається в приміщення. Причому ця система може бути застосована тільки, якщо повітря, що надходить з приміщення, не містить шкідливих речовин і токсичних домішок. Обсяг зовнішнього повітря в цій суміші повинен відповідати всім санітарно-гігієнічним нормам і повинен бути не меншим за значення санітарної норми, передбаченої для даного типу приміщення. Вентиляція з рециркуляцією повітря широко використовується в системах загальнообмінної вентиляції будівель.

## Рециркуляція гарячої води
Рециркуляція гарячої води - це технологія, яка забезпечує постійний обіг гарячої води у замкнутому контурі, що дозволяє миттєво отримувати гарячу воду з будь-якого крану в будинку. Цей механізм полягає у використанні водонагрівача, циркуляційного насоса, зворотної лінії та ізольованих трубопроводів для створення замкненого контуру. Регулювання рециркуляції ГВП може бути за таймером (на насосі, чи виносній автоматиці), або за температурою..
Така система має багато переваг, включаючи економію часу та енергії, оскільки вона зменшує втрати тепла та води, які виникають при чеканні на нагрівання води. Крім того, рециркуляційні системи сприяють підвищенню гігієни та безпеки водопостачання, запобігаючи застою води в трубах, який може сприяти розвитку бактерій.